# William E. Bell
William E. Bell (ur. 27 października 1945 w Toronto, zm. 30 lipca 2016) – kanadyjski pisarz, twórca literatury młodzieżowej.
Ukończył studia magisterskie na University of Toronto (z zakresu literatury; 1969) i Ontario Institute for Studies in Education (jednostka organizacyjna University of Toronto; 1984). Później pracował jako nauczyciel. Otrzymał nagrody literackie: Ruth Schwartz Award, Belgium Award, Ontario School Librarians' Award (wszystkie za powieść Miasto Zakazane),  Manitoba Young Readers' Choice Award (za powieść Five Days of the Ghost) oraz Young Adult Canadian Book Award (za powieść Stones). 
Był żonaty z kanadyjską pisarką chińskiego pochodzenia Ting-Xing Ye. Para ma troje dzieci. Mieszkał w Orillii.

## Powieści
- Crabbe (1986)
- Metal Head (1987)
- The Cripples' Club (1988; kolejne wydanie 1993 Absolutely Invincible)
- Death Wind (1989)
- Five Days of the Ghost (1989)
- Forbidden City (1990; wydanie polskie 2002 Miasto Zakazane)
- No Signature (1992)
- Speak to the Earth (1994)
- The Golden Disk (1995)
- River My Friend (1996)
- Zack (1998)
- Stones (2001)
- Alma (2003)
- Throwaway Daughter (wraz z Ting-Xing Ye; 2003)
- Just Some Stuff I Wrote (2005)
- The Blue Helmet (2006)
- Only in the Movies (2010)
- Fanatics (2011)
- Julian (2014)